# Strimmig rördrom
Strimmig rördrom (Botaurus pinnatus) är en fågel i familjen hägrar inom ordningen pelikanfåglar. Den förekommer i Central- och Sydamerika. IUCN listar den som livskraftig,

## Utseende och läten
Strimmig rördrom är en 68 cm lång häger med liksom andra rördrommar lång och bred hals och korta ben. Fjäderdräkten är mestadels beigebrun med typiskt smal sotfärgad tvärbandning på hjässa och nacke. På ovansidan syns grova svartaktiga streck och band. I flykten syns kontrasterande mörka vingpennor. Lätet liknar amerikansk rördrom men är ljusare och mindre ihåligt.

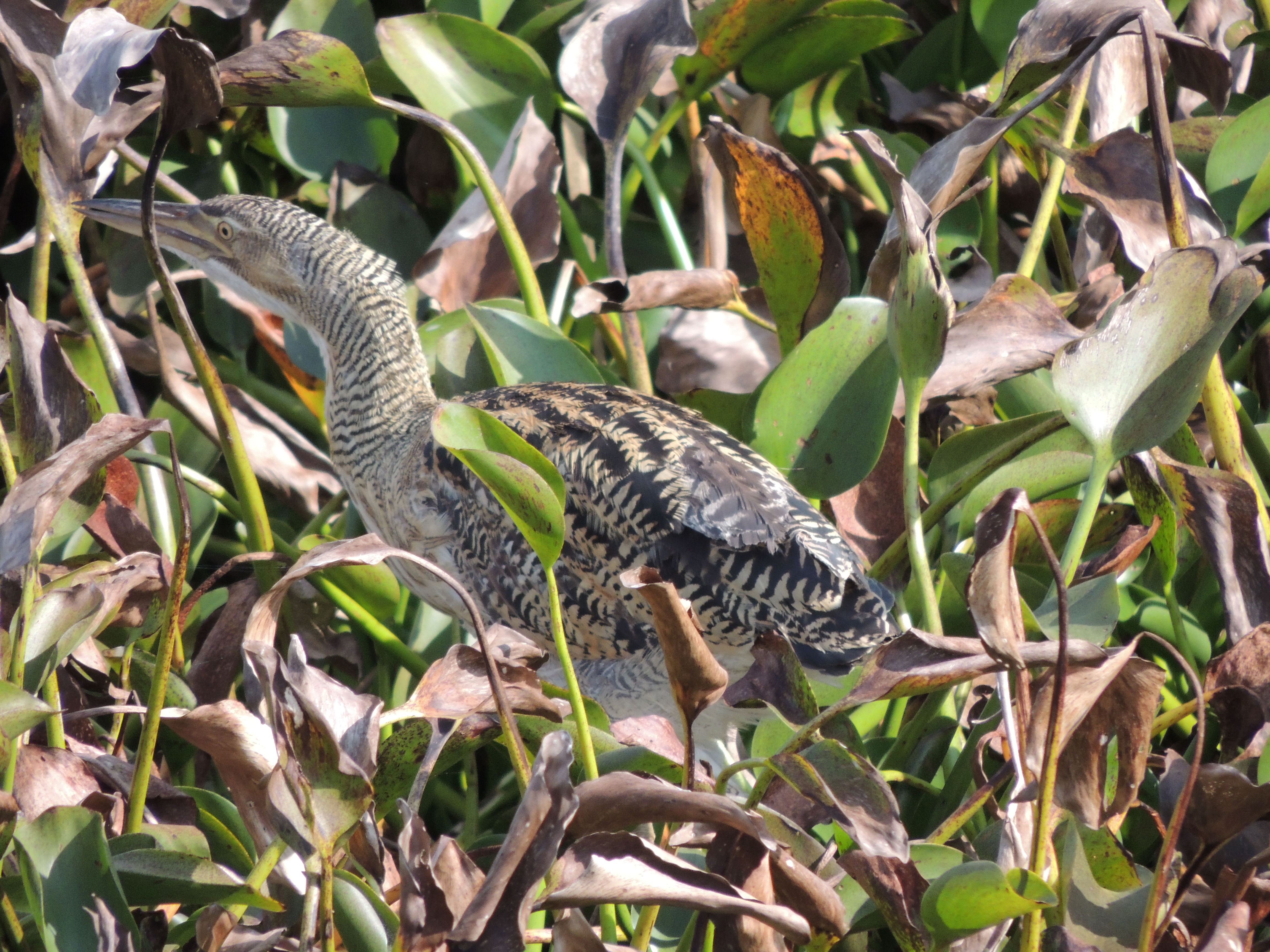
Den mörka tvärbandningen på hjässa och nacke är karakteristiskt för strimmig rördrom.

## Utbredning och systematik
Strimmig rördrom förekommer från Mexiko till norra Argentina. Den delas in i två underarter med följande utbredning:
- Botaurus pinnatus caribaeus – förekommer i låglänta områden i östra Mexiko
- Botaurus pinnatus pinnatus – förekommer från sydöstra Nicaragua till Ecuador, Guyana, norra Argentina och Brasilien

Den har också noterats i Bolivia.

## Levnadssätt
Liksom andra rördrommar hittas arten i sötvattensvåtmarker där den för en tillbakadragen tillvaro. Ibland kan man få syn på den när den reser huvud och hals ovan vegetationen. Födan är dåligt känd, men inkluderar fisk, grodor (Pseudis), ormar (Ophis), gnagare och insekter som trollsländor.

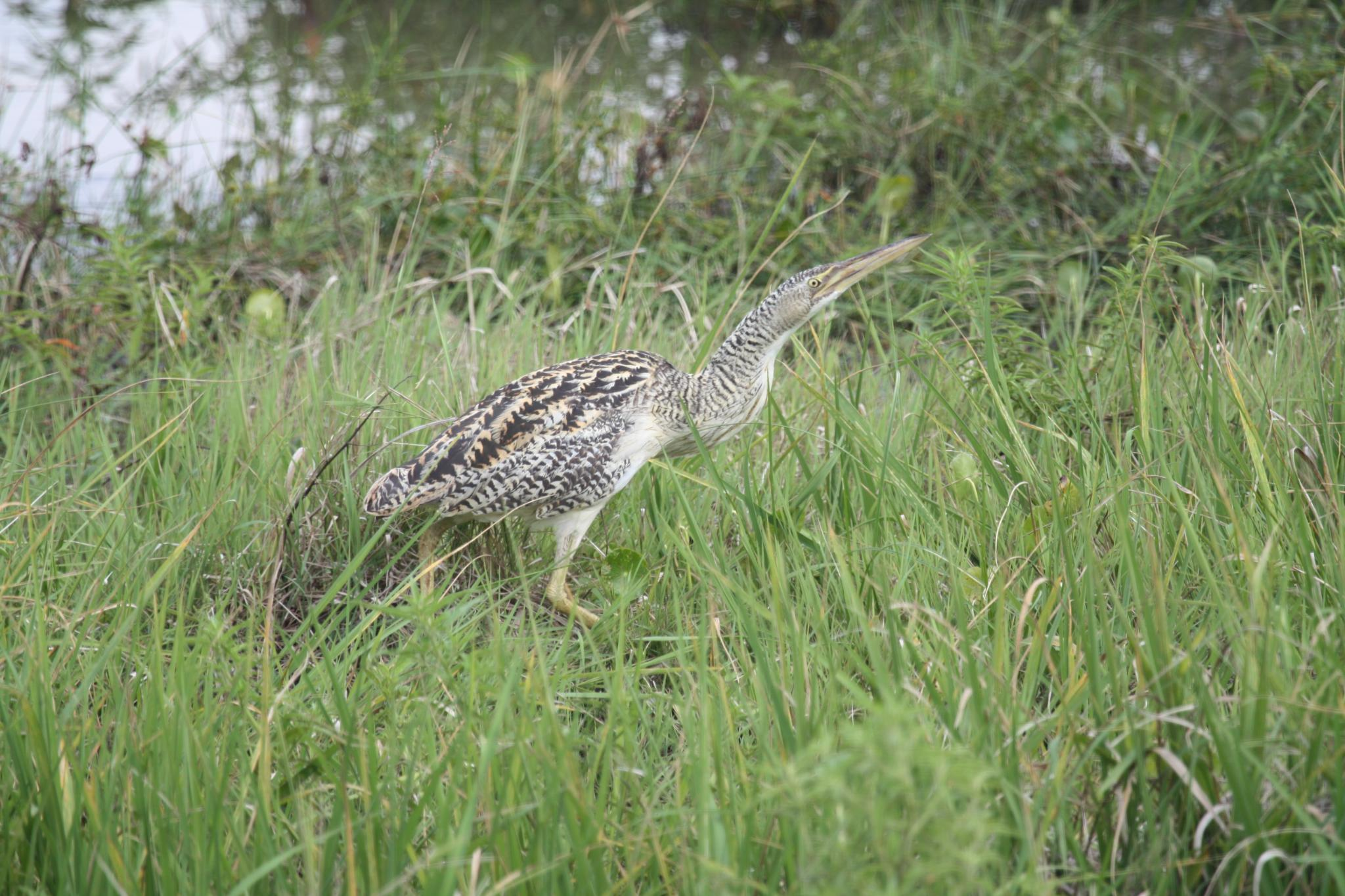
Strimmig rördrom i Mexiko.

## Status och hot
Arten har ett stort utbredningsområde och en stor population med okänd utveckling. Utifrån dessa kriterier kategoriserar IUCN arten som livskraftig (LC). Världspopulationen uppskattas till mellan 50 000 och 500 000 individer.

## Namn
Fågelns vetenskapliga artnamn pinnatus betyder "befjädrad", av latinets pinna ("fjäder").